# Pârâu Mare
Pârâu Mare – wieś w Rumunii, w okręgu Marusza, w gminie Ibănești. W 2011 roku liczyła 337 mieszkańców.